# Virslīga 2015
La Virslīga 2015 è stata la 24ª edizione della massima divisione del calcio lettone dall'indipendenza e la 41ª con questa denominazione. La stagione è iniziata il 6 marzo ed è terminata il 25 novembre con lo spareggio retrocessione. Il Ventspils era la squadra detentrice del titolo, avendo vinto la Virslīga 2014 per la sesta volta, la seconda consecutiva.
Il Liepāja ha vinto il campionato per la prima volta nella sua storia. La classifica marcatori è stata vinta da Dāvis Ikaunieks, calciatore del Liepāja, autore di 15 reti. Il Gulbene è stato escluso dopo l'ottava giornata.

## Stagione

### Novità
Dalla Virslīga 2014 è stato retrocesso in 1. Līga 2015 lo Jūrmala, classificatosi all'ultimo posto. In sua sostituzione è stato promosso il Gulbene, campione della 1. Līga 2014.

Prima dell'inizio del campionato sia al Daugava Rīga sia al Daugava non è stata concessa la licenza per disputare la Virslīga 2015. Non sono state previste integrazioni all'organico della Virslīga 2015, di conseguenza il campionato partirà con sole 8 squadre, invece delle 10 inizialmente previste.

### Formula
Le 8 squadre partecipanti si affrontano per quattro volte, per un totale di 28 giornate.

La squadra campione di Lettonia ha il diritto a partecipare alla UEFA Champions League 2016-2017 partendo dal secondo turno di qualificazione.

Le squadre classificate al secondo e terzo posto sono ammesse alla UEFA Europa League 2016-2017 partendo dal primo turno di qualificazione.

La vincitrice della Coppa della Lettonia è ammessa alla UEFA Europa League 2016-2017 partendo anch'essa dal primo turno di qualificazione.

L'ultima classificata retrocede direttamente in 1. Līga 2016. La settima classificata affronta la seconda classificata in 1. Līga 2015 in uno spareggio promozione-retrocessione.

### Avvenimenti
Il 4 giugno 2015 la LFF ha annunciato l'esclusione del Gulbene dalla Virslīga. Di conseguenza, vengono annullati i risultati delle otto partite giocate dal Gulbene. Inoltre, non c'è nessuna retrocessione diretta in 1. Līga e la settima classificata si qualifica allo spareggio promozione-retrocessione.

## Squadre partecipanti
| Club             | Città      | Stadio                             | Stagione precedente  |
| ---------------- | ---------- | ---------------------------------- | -------------------- |
| BFC Daugavpils   | Daugavpils | Celtnieks Stadium                  | 8º posto in Virslīga |
| Gulbene          | Gulbene    | Gulbenes Sporta Centrs             | 1º posto in 1. Līga  |
| Jelgava          | Jelgava    | Zemgales Olimpiskais Sporta Centrs | 3º posto in Virslīga |
| Liepāja          | Liepāja    | Daugava Stadium                    | 5º posto in Virslīga |
| Metta/LU         | Riga       | Stadions Arkādija                  | 9º posto in Virslīga |
| Skonto           | Riga       | Skonto Stadium                     | 2º posto in Virslīga |
| Spartaks Jūrmala | Jūrmala    | Stadio Slokas                      | 6º posto in Virslīga |
| Ventspils        | Ventspils  | Stadio Olimpico di Ventspils       | Campione di Lettonia |

## Classifica finale
|                     | Pos. | Squadra          | Pt  | G  | V  | N  | P  | GF | GS | DR  |
| ------------------- | ---- | ---------------- | --- | -- | -- | -- | -- | -- | -- | --- |
| Lettonia (bandiera) | 1.   | Liepāja          | 52  | 24 | 15 | 7  | 2  | 48 | 23 | +25 |
|                     | 2.   | Skonto           | 45  | 24 | 13 | 6  | 5  | 43 | 23 | +20 |
|                     | 3.   | Ventspils        | 43  | 24 | 11 | 10 | 3  | 39 | 16 | +23 |
|                     | 4.   | Jelgava          | 41  | 24 | 11 | 8  | 5  | 26 | 18 | +8  |
|                     | 5.   | Spartaks Jūrmala | 21  | 24 | 5  | 6  | 13 | 20 | 36 | -16 |
|                     | 6.   | BFC Daugavpils   | 14  | 24 | 2  | 8  | 14 | 14 | 37 | -23 |
|                     | 7.   | Metta/LU         | 12  | 24 | 3  | 3  | 18 | 19 | 56 | -37 |
|                     | 8.   | Gulbene          | --- | -- | -- | -- | -- | -- | -- | --  |

Legenda:

      Campione di Lettonia e ammessa alla UEFA Champions League 2016-2017

      Ammesse alla UEFA Europa League 2016-2017

      Retrocessa in 1. Līga 2016

      Esclusa dal campionato
Note:

Tre punti a vittoria, uno a pareggio, zero a sconfitta.
La classifica viene stilata secondo i seguenti criteri:
- Punti conquistati
- Punti conquistati negli scontri diretti
- Differenza reti negli scontri diretti
- Partite vinte
- Differenza reti generale
- Reti totali realizzate
- Miglior rapporto goal (goal fatti/goal subiti)
- Fair-play ranking
- Playoff

## Risultati
|                | BFC     | Gul  | Jel     | Lie     | Met     | Sko     | Spa     | Ven     |
| -------------- | ------- | ---- | ------- | ------- | ------- | ------- | ------- | ------- |
| BFC Daugavpils | ––––    | 2-0  | 0-1 0-2 | 1-1 0-4 | 2-0 0-0 | 0-0 2-3 | 0-1 0-2 | 1-1     |
| Gulbene        |         | –––– |         | 0-2     | 0-2     |         | 0-3     |         |
| Jelgava        | 2-0 1-0 | 3-1  | ––––    | 1-2 1-1 | 1-0 3-1 | 0-0 0-2 | 1-1 1-0 | 0-0     |
| Liepāja        | 1-1 1-0 |      | 2-1 1-0 | ––––    | 3-1 2-0 | 3-2 2-2 | 0-0 4-1 | 0-0 3-2 |
| Metta/LU       | 2-1 0-2 |      | 1-1 2-4 | 1-4 0-4 | ––––    | 0-1 1-5 | 1-2 3-2 | 0-3 0-2 |
| Skonto         | 4-1 0-0 | 5-0  | 1-0 2-3 | 1-0 1-2 | 4-0 3-1 | ––––    | 2-1     | 1-1 0-2 |
| Spartaks       | 1-1 2-1 | 6-0  | 0-0 0-1 | 1-2 0-2 | 1-2 0-3 | 1-0 1-3 | ––––    | 0-2 0-0 |
| Ventspils      | 3-0 4-0 | 2-1  | 0-0 1-2 | 3-3 3-1 | 2-0 3-0 | 0-0 1-3 | 2-0 3-1 | ––––    |

## Spareggio
La squadra classificata al 7º posto (Metta/LU) affronta la squadra classificata al 2º posto in 1. Līga 2015 (Valmiera) in una sfida con andata e ritorno per un posto in Virslīga 2016.
| 21 novembre 2015 | Valmiera | 1 - 3 | Metta/LU | Valmiera |
| 25 novembre 2015 | Metta/LU | 6 - 2 | Valmiera | Riga     |

## Statistiche

### Classifica marcatori
| Gol |  |  | Giocatore             | Squadra        |
| --- |  |  | --------------------- | -------------- |
| 15  |  |  | Dāvis Ikaunieks       | Liepāja        |
| 11  |  |  | Ndue Mujeci           | Ventspils      |
| 10  |  |  | Vladislavs Gutkovskis | Skonto         |
| 8   |  |  | Ģirts Karlsons        | Ventspils      |
| 8   |  |  | Andrejs Kovaļovs      | Skonto         |
| 7   |  |  | Oļegs Malašenoks      | Jelgava        |
| 6   |  |  | Kristaps Grebis       | Liepāja        |
| 6   |  |  | Dmitrijs Hmizs        | Liepāja        |
| 5   |  |  | Valērijs Afanasjevs   | Liepāja        |
| 5   |  |  | Boriss Bogdaškins     | Jelgava        |
| 5   |  |  | Artūrs Karašausks     | Skonto         |
| 5   |  |  | Pavel Ryzhevski       | BFC Daugavpils |

## Verdetti finali
- Liepāja campione di Lettonia e qualificato al secondo turno della UEFA Champions League 2016-2017.
- Ventspils, Jelgava e Spartaks qualificati al primo turno della UEFA Europa League 2016-2017.
- Gulbene escluso dal campionato.
- Skonto qualificato al primo turno della UEFA Europa League 2016-2017, ma in seguito non ammesso in Virslīga 2016 per mancanza dei requisiti economici e retrocesso in 1.Līga 2016.